# 奥尔贝
奥尔贝（法語：Orbey，法語發音：[ɔʁbɛ] ⓘ）是法国上莱茵省的一个市镇，属于科尔马-里博维莱区。

## 地理
奥尔贝（48°7'35"N, 7°9'39"E）面积46.02 平方千米，位于法国大東部大區上莱茵省，该省份为法国东部内陆省份，是阿尔萨斯的一部分，今与下莱茵省组成了阿尔萨斯欧洲集体，其北临下莱茵省，西接孚日省，西南接贝尔福地区省，东侧沿莱茵河与德国相望，南与瑞士接壤。
与奥尔贝接壤的市镇（或旧市镇、城区）包括：维尔欧瓦勒、拉巴罗什、吕唐巴克普雷曼斯泰、甘斯巴克、勒博诺姆、拉普特鲁瓦、普兰凡、奥罗德、苏尔策伦。
奥尔贝的时区为UTC+01:00、UTC+02:00（夏令时）。

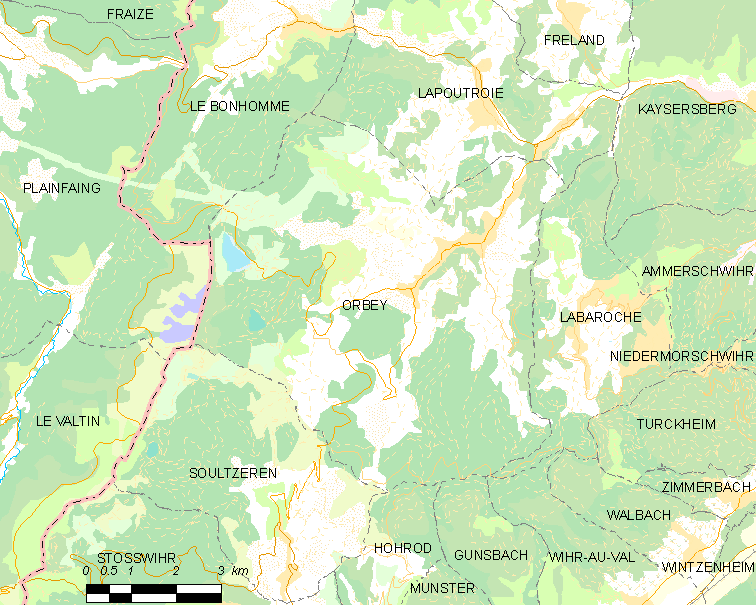
奥尔贝的OSM定位图

## 行政
奥尔贝的邮政编码为68370，INSEE市镇编码为68249。

## 政治
奥尔贝所属的省级选区为圣玛丽欧米讷县。

## 人口

1962-2008年间奥尔贝人口变化图示

奥尔贝于2022年1月1日时的人口数量为3445人。